# IV Krajowe Zawody Balonów Wolnych o Puchar im. płk. Aleksandra Wańkowicza
IV Krajowe Zawody Balonów Wolnych o Puchar im. płk. Aleksandra Wańkowicza – zawody balonowe zorganizowane 5 października 1930 roku w Warszawie.

## Historia
W dniu zawodów były bardzo niekorzystne warunki atmosferyczne. W zawodach wzięło udział 6 balonów. Startowały one w następującej kolejności: Gdynia, Wilno, Kraków, Poznań, Lwów i Warszawa. Pierwsze dwa balony o pojemności 1200 m³ zostały wypełnione „gazem świetlnym” , a po nich startowały mniejsze balony o pojemności 750 m³ wypełnione wodorem. Napełnione balony podprowadzano przed startem blisko zgromadzonej publiczności. Start balonów zaczął się o godzinie 11 rano, ponieważ po nim na lotnisko mokotowskie około 13. zaczęły nadlatywać samoloty, które kończyły lot okrężny awionetek.

## Wyniki
Trzy balony przekroczyły granice kraju i zostały zdyskwalifikowane.
| Zajęte miejsce    | Nazwa balonu    | Załoga pilot pomocnik pilota                          | km    | Miejsce lądowania             |
| ----------------- | --------------- | ----------------------------------------------------- | ----- | ----------------------------- |
| 1.                | Warszawa 750 m³ | por. Władysław Pomaski por. pil. ster. Jan Zakrzewski | 392,1 | Łojce gmina Rzesza pod Wilnem |
| 2.                | Kraków 750 m³   | por. Tadeusz Kasprzycki por. Gustaw Mogulski          | 274   | pod Druskienikami             |
| 3.                | Wilno 1200 m³   | por. Jerzy Kowalski por. Seweryn Łaźniewski           | 172   |                               |
| zdyskwalifikowany | Lwów 750m³      | por. Franciszek Hynek por. Zbigniew Burzyński         |       | Słuck ZSRR                    |
| zdyskwalifikowany | Poznań 750 m³   | por. Stanisław Brenk por. Czesław Dratwa              |       |                               |
| zdyskwalifikowany | Gdynia 1200 m³  | mjr Julian Sielewicz por. Czesław Galecki             |       | Bińsk (Litwa)                 |